# K. J. McDaniels
Kevin „K. J.“ McDaniels Jr. (* 9. Februar 1993 in Birmingham (Alabama)) ist ein US-amerikanischer Basketballspieler, der zurzeit bei den Meralco Bolts in den Philippinen unter Vertrag steht. Er ist 1,98 m groß und spielt auf den Positionen des Small Forward und Shooting Guard, ist also ein sogenannter Swingman. Er ist bekannt für seine Athletik und die sehr gute Verteidigung.

## Karriere

### College
McDaniels verbrachte zwei Jahre an der Clemson University. In der Saison 2013/14 wurde er zum besten Verteidiger der ACC sowie ins All-ACC-Team gewählt. Er erzielte durchschnittlich 17,1 Punkte, 7,1 Rebounds, 1,6 Assists, 1,1 Steals und 2,7 Blocks bei einer Spielzeit von 33,7 Minuten. Er führte die ACC in 20-10-Spielen (d. h. Spiele mit jeweils mindestens 20 Punkten und 10 Rebounds): er hatte sechs solche Spiele. Nach der Saison meldete er sich zum NBA-Draft an.

### NBA
Im NBA-Draft 2014 wurde McDaniels in der zweiten Runde als 32. Pick von den Philadelphia 76ers gezogen. Er unterschrieb einen untypischen nicht-garantierten 1-Jahres-Vertrag, durch den er Aussichten auf einen höher dotierten Vertrag ab dem zweiten Jahr in der Liga hatte.
McDaniels spielte zunächst recht erfolgreich in dem jungen Team der Sixers, für das er 9,2 Punkte, 3,8 Rebounds, 1,3 Assists und 1,3 Blocks verzeichnete. Im Februar 2015 wurde er zu den Houston Rockets getradet, einem wesentlich stärkeren Team, in dem er nur eine untergeordnete Rolle spielte. In 10 Spielen für die Rockets erzielte er durchschnittlich 1,1 Punkte, 0,5 Rebounds, 0,2 Assists und 0,2 Blocks in lediglich 3 Minuten pro Spiel. Dennoch bekam er nach der Saison einen neuen, mit 10 Mio. $ dotierten 3-Jahres-Vertrag von den Rockets. Bei den Rockets konnte er sich auch in der Saison 2015/16 nicht durchsetzen, absolvierte nur 37 Spiele, in denen er auf 2,4 Punkte und 1,1 Rebounds bei 6,4 Minuten Spielzeit kam. In der Saison 2016/17 wurde McDaniels kurz vor Ende der Trade Deadline von den Rockets zu den Brooklyn Nets getradet. Er wurde ohne Gegenwert nach Brooklyn getradet. Der Trade diente, aus Sicht der Rockets, lediglich dafür, mehr Cap Space zu bekommen.
2017 unterschrieb er einen Vertrag bei den Toronto Raptors, für die er allerdings kein einziges Spiel absolvierte. Im Dezember 2017 unterschrieb er einen Vertrag bei dem NBA G-League-Team Grand Rapids Drive (Development-Team der Detroit Pistons). Nach einem kurzen Auftritt in der NBA Summer League für die Portland Trail Blazers wechselte er zu Beginn der Saison 2018–19 zu den Oklahoma City Blue.